# コンピュータビジョン
コンピュータビジョン（computer vision）はコンピュータがデジタルな画像、または動画をいかによく理解できるか、ということを扱う研究分野である。工学的には、人間の視覚システムが行うことができるタスクを自動化することを追求する分野である。
この分野はコンピュータが実世界の情報を取得する全ての過程を扱うため、画像センシングのためのハードウェアから情報を認識するための人工知能的理論まで幅広く研究されている。また、近年ではコンピュータグラフィックスとコンピュータビジョンの融合が注目を集めている。
研究対象を大別すると、
- 画像センサ
  - カメラ
  - レンジファインダ
- 2次元画像処理
  - 背景差分法
  - フレーム間差分法
  - オプティカルフロー
  - 動きベクトル
- 3次元画像処理
  - ステレオ法（コンピュータステレオビジョン）
  - エピポーラ幾何
  - Shape from X
  - 因子分解法 (factorization)
- 認識・識別
  - 機械学習のアルゴリズム(k-nn, k-means, svm等)
  - 深層学習のアルゴリズム(CNN, RNN等)
- 情報提示
  - バーチャルリアリティ
  - 複合現実感・拡張現実感

が挙げられる。
これらの技術はロボットビジョン、ウェアラブルコンピュータなどとも深く結びついている。
また、背景知識として信号処理、線型代数などが要求される。人間の目と脳に匹敵するコンピュータビジョンの開発はAI完全な問題とされている。